# Prophezeiung (1979)
Die Prophezeiung ist ein US-amerikanischer Horrorfilm von John Frankenheimer, der 1979 produziert wurde.

## Handlung
In den Wäldern eines Indianerreservats in Maine werden Abholzungen durchgeführt, um Rohstoffe für eine Papierfabrik zu gewinnen. Einige Holzfäller werden getötet, auch zwei Rettungstrupps bleiben verschollen. Zuerst werden die Indianer verdächtigt, da sie gegen die Abholzung ihres Heimatwaldes passiven Widerstand leisten. Der Mediziner Dr. Robert Verne reist mit seiner Frau Maggie nach Maine, um in diesem Gebiet Umweltuntersuchungen durchzuführen. Er entdeckt grauenhaft entstellte, mutierte Tiere und findet schließlich auch die Ursache für das übermäßige Wachstum der Kreaturen heraus: Methylquecksilber, das in der nahegelegenen Papierfabrik als Bleichmittel benutzt und ungeklärt in die Umwelt entsorgt wird. Dieses Mutagen verwandelt einen Bären in ein fünf Meter großes, mordendes Monster, das schließlich die Vernes und einige Indianer durch die Wälder verfolgt. Bei Vernes Blockhütte am See kommt es zum Kampf mit der Bestie. Dies bezahlen der Indianersprecher John Hawks und sein Vater, der Stammesälteste, mit dem Leben. Doch Robert Verne schafft es schließlich, das Monster mit einem Pfeil zur Strecke zu bringen.

## Kritiken
Vincent Canby schrieb in der New York Times (15. Juni 1979), dass der Drehbuchautor einen schwachen Versuch mache, eine altbekannte Filmformel wiederzuverwenden. Der Film wirke majestätisch, vor allem durch die Kameraführung. Der Soundtrack verstärke diese Wirkung.
Das Lexikon des internationalen Films meinte:„Plumper Horrorfilm mit mäßiger Regie und miserablem Drehbuch. Das ökologische Thema ist bloßer Vorwand für Spannungs- und Schockeffekte“.
Die Fernsehzeitschrift TV Spielfilm urteilte:„Gut gemeint und monströs misslungen“.

## Hintergrund
Der Horrorfilm wurde in Kanada gedreht. Seine Produktion kostete 12 Millionen Dollar. Er brachte an den US-Kinokassen 18.389.402 Dollar.